# وینتو (فیلم)
وینتو (انگلیسی: Winnetou) یک فیلم تلویزیونی آلمانی به کارگردانی فیلیپ اشتولتسل است. از جمله بازیگران آن می‌توان به ووتان ویلکه مورینگ، ماریو آدورف و یورگن فوگل اشاره کرد. این فیلم بر پایه رمان وینتو اثر کارل مای ساخته شده‌است. وینتو اواخر دسامبر سال ۲۰۱۶ در سه بخش از تلویزیون آرتی‌ال پخش شد.